# ELBO
Грчка индустрија возила (грчки: Ελληνικη Βιομηχανια Οχηματων Α.Β.Ε. (ΕΛΒΟ), романизовано: Еллиника Виомиханиа Охиматон (ЕЛВО)) је компанија за аутомобиле у Грчкој. Компанија је основана 1972. године под именом Стеир Хеллас, а садашње име је преузела 1987. године. Углавном производи аутобусе, камионе, војна возила. Седиште компаније налази се у Солуну.
Компанију је купио израелски конзорцијум 14. фебруара 2021.